# Saint-Ouen-le-Mauger
Saint-Ouen-le-Mauger – miejscowość i gmina we Francji, w regionie Normandia, w departamencie Sekwana Nadmorska.
Według danych na rok 1990 gminę zamieszkiwało 177 osób, a gęstość zaludnienia wynosiła 29 osób/km² (wśród 1421 gmin Górnej Normandii Saint-Ouen-le-Mauger plasuje się na 724. miejscu pod względem liczby ludności, natomiast pod względem powierzchni na miejscu 604.).